# 蒂尔塞
蒂尔塞是奥地利蒂罗尔州库夫施泰因县的一个市镇。总面积108.61平方公里，总人口2773人，人口密度25.5人/平方公里（2005年）。